# Il raggio meraviglioso
Il raggio meraviglioso è un film muto italiano del 1913 diretto da Roberto Danesi.